# У Чёрного моря (песня)
«У Чёрного моря» — песня, написанная в 1951 году поэтом Семёном Кирсановым и композитором Модестом Табачниковым специально для Леонида Утёсова. Она стала одним из главных произведений его репертуара и своего рода визитной карточкой Одессы.
Песня написана в тональности ля минор в ритме вальса 3/4о файле.

Есть город, который я вижу во сне.

О, если б вы знали, как дорог

У Чёрного моря явившийся мне

В цветущих акациях город,

В цветущих акациях город 

У Чёрного моря.

<…>

А жизнь остаётся прекрасной всегда,

Хоть старишься ты или молод,

Но каждой весною так тянет меня

В Одессу, мой солнечный город,

В Одессу, мой солнечный город

У Чёрного моря.

В киноролике, снятом на телевидении в 1955 году, Утёсов исполнил песню с дополнительным третьим куплетом, отсутствующим в фондовой записи Всесоюзного радио 1953 года (худсовет не пропустил его из-за синтаксической погрешности: «Скамейка, где мы, дорогая моя, / В глаза посмотрели впервые»). Позже певец исполнял песню без третьего куплета. Также в киноролике в последнем куплете склонный к текстовым импровизациям Утёсов первый раз спел «В мой солнечный радостный город», а второй раз — «В Одессу, мой солнечный город».

## В культуре
Песня неоднократно использовалась в фильмах, телесериалах и телепередачах.
В фильме «Выгодный контракт» (1979 год, 4-я серия «Бумеранг») один из героев напевает две фразы из песни с неточным текстом: «Есть море, в котором я плыл и тонул, и на берег выброшен (вместо «вытащен»), к счастью…».
С 1991 по 2001 годы песня звучала по окончании программы «Джентльмен-шоу» под титрами (с 1997 года — инструментальный вариант).
В телесериале «Ликвидация» (2007), действия которого происходят в 1946 году (то есть на 5 лет раньше, чем песня была написана), есть эпизод, в котором Утёсов исполняет её на концерте в Одессе. Режиссёр фильма Сергей Урсуляк говорил в интервью: «Для нас важнее всего была не документальная история, а наше отношение к этому времени. Мы, естественно, знали, что той песни в 1946 году ещё не было. Первоначально в сценарии был „Одессит Мишка“, но в итоге выбрали ту, которая лучше передаёт эмоциональное состояние публики».
Песня дважды звучала в шоу перевоплощений «Один в один!», где участники предприняли попытки воссоздать образ первого исполнителя. В 2013 году её исполнил Алексей Чумаков, а в 2018-м — Юрий Стоянов.
В 2014 та 2017 годах на концертах в Одессе украинский музыкант Святослав Вакарчук исполнял песню на языке оригинала.
В 2019 году свой вариант песни на языке оригинала записал народный артист Украины Александр Пономарёв.
В 2024 году пианист Игорь Янчук установил в Одессе на Ланжероне скамейку, стилизованную под клавиатуру фортепиано. На спинке скамейки — первые семь нот мелодии песни.
Песня «У Чёрного моря» звучит на Одесском железнодорожном вокзале при отправлении фирменных междугородних пассажирских поездов. В 2015 году из-за попытки сменить репертуар даже произошел скандал.
В 2011 году первоначальный проект Устава города Одессы предлагал песню «У Чёрного моря» в качестве гимна города, но впоследствии, по предложению «Всемирного клуба одесситов», гимном стала «Песня об Одессе» из оперетты И. О. Дунаевского «Белая акация». Доработанным в 2024 году проектом Устава территориальной общины города Одессы в качестве нового гимна снова предлагается песня «У Чёрного моря», но уже в переводе на украинский язык украинского писателя Сергея Осоки («Край Чорного моря»).

## Нотные издания
- Табачников М. У Чёрного моря = Есть город [Ноты] : Песня для голоса с ф.-п. : си-ми.2 / Слова С. Кирсанова. — Москва : Музфонд СССР, 1955. — 5 с.
- Табачников М. Песни [Ноты] : для голоса с фортепиано. — Москва : Музгиз, 1956. — 24 с. — Содержание: Песня друзей / сл. Ан. Софронова. У Чёрного моря / сл. С. Кирсанова. Песня первой встречи / сл. В. Забелышенского. Скажи, моя подруга ; Серенада / сл. Вл. Харитонова. Привет Бухаресту / сл. Я. Хелемского.
- Табачников М. У Чёрного моря / муз. М. Табачникова, сл. С. Кирсанова // Песни [Ноты] : для голоса (хора) в сопровождении фортепиано (баяна). — Москва : Советский композитор, 1985. — С. 34—36.
- Табачников М. У Чёрного моря // Играет духовой оркестр [Ноты] : Песни о городах-героях Украины / Сост. Е. П. Васильев. — Партитура. — Киев : Муз. Украина, 1980. — 32 с.
- Табачников М. Край Чорного моря : «Є місто, яке я омріяв у сні…» = У Чёрного моря : «Есть город, который я вижу во сне…» / муз. М. Табачникова, сл. С. Кирсанова, пер. укр. мовою В. Коломійця //  На морських просторах [Ноти] : пісні радянських композиторів = На морских просторах : песни советских композиторов : на украинском и русском языках / упоряд. К. І. Котенко. — Київ : Музична Україна, 1975. — С. 110—113.